# 埼玉県立浦和高等学校の人物一覧
埼玉県立浦和高等学校（さいたまけんりつうらわこうとうがっこうのじんぶついちらん）
埼玉県立浦和高等学校の主な教職員・出身者・関係者などの一覧。

## 歴代校長
| 代 | 氏名       | 就任       | 退任       |
| -- | ---------- | ---------- | ---------- |
| 1  | 石川一     | 1896年7月  | 1897年11月 |
| 2  | 藤井宣正   | 1897年11月 | 1900年11月 |
| 3  | 高橋重蔵   | 1900年11月 | 1908年7月  |
| 4  | 平山正     | 1908年9月  | 1913年4月  |
| 5  | 渡部タマキ | 1913年4月  | 1917年1月  |
| 6  | 岡野章太   | 1917年1月  | 1920年7月  |
| 7  | 小林隆助   | 1920年7月  | 1927年8月  |
| 8  | 今井精一   | 1927年9月  | 1941年11月 |
| 9  | 五十里秋三 | 1942年3月  | 1952年3月  |
| 10 | 下山懋     | 1952年4月  | 1954年4月  |
| 11 | 木村泰夫   | 1954年4月  | 1965年3月  |
| 12 | 西川好明   | 1965年4月  | 1967年3月  |
| 13 | 柳瀬忠     | 1967年4月  | 1971年3月  |
| 14 | 小関一郎   | 1971年4月  | 1973年3月  |
| 15 | 矢代登     | 1973年4月  | 1977年3月  |
| 16 | 前田耕平   | 1977年4月  | 1980年3月  |
| 17 | 村越五郎   | 1980年4月  | 1982年3月  |
| 18 | 吉川正就   | 1982年4月  | 1984年3月  |
| 19 | 小林泰雄   | 1984年4月  | 1986年3月  |
| 20 | 長谷川肇志 | 1986年4月  | 1989年3月  |
| 21 | 鈴木勲二   | 1989年4月  | 1992年3月  |
| 22 | 菅野達也   | 1992年4月  | 1995年3月  |
| 23 | 渡邊修一郎 | 1995年4月  | 1997年3月  |
| 24 | 細田信良   | 1997年4月  | 2000年3月  |
| 25 | 倉橋政道   | 2000年4月  | 2003年3月  |
| 26 | 桐生貞雄   | 2003年4月  | 2006年3月  |
| 27 | 前島富雄   | 2006年4月  | 2009年3月  |
| 28 | 関根郁夫   | 2009年4月  | 2013年3月  |
| 29 | 杉山剛士   | 2013年4月  | 2018年3月  |
| 30 | 小島克也   | 2018年4月  | 2020年3月  |
| 31 | 水石明彦   | 2020年4月  | 2022年3月  |
| 32 | 日吉亨     | 2022年4月  | 現職       |

## 教職員
- 松本成二 - 元国語科教諭・吹奏楽部顧問

## 出身者

### 政治
- 石津賢治 - 元埼玉県北本市長
- 井原勇 - 元埼玉県与野市長
- 岩田三史 - 元埼玉県川口市長
- 岡田徳輔 - 元埼玉県蕨市長
- 岡村幸四郎 - 元埼玉県川口市長
- 奥ノ木信夫 - 埼玉県川口市長
- 金子吉衛 - 元埼玉県蕨市長（金子徳衛（浦和画家）の実兄）
- 新藤享弘 - 元埼玉県大宮市長
- 武正公一 - 松下政経塾出身。衆議院議員、元外務副大臣
- 田中暄二 - 元埼玉県久喜市長
- 名尾良孝 - 元参議院議員、元埼玉県議会議長
- 永瀬寅吉- 元埼玉県川口市長
- 長沼明 - 元埼玉県志木市長
- 根本崇 - 元千葉県野田市長
- 長谷川憲正 - 元参議院議員、元総務大臣政務官、元郵政審議官、元在フィンランド日本大使
- 晝間仲右衛門 - 元埼玉県鳩ヶ谷市長
- 福島豊 - 元衆議院議員
- 二見伸明 - 元衆議院議員、元運輸大臣
- 森岡洋一郎 - 松下政経塾出身。元衆議院議員

### 行政
- 秋山雅保 - 中国財務局長、横浜税関長
- 朝川知昭 - 厚生労働省社会・援護局長[1]
- 飯島光雄 - 在トリニダード・トバゴ大使、内閣官房内閣審議官
- 飯田祐二 - 内閣官房参与、経済産業事務次官
- 内山博之 - 内閣府健康・医療戦略推進事務局長
- 大河原良雄 - 在アメリカ合衆国日本大使
- 鹿取泰衛 - 国際交流基金理事長、在ソビエト連邦大使、在中華人民共和国大使、外務審議官、国際原子力機関日本政府代表、外務省経済協力局長、外務省大臣官房長
- 窪田修 - 内閣人事局人事政策統括官、財務省理財局長
- 小宮義則 - 第48代特許庁長官[2]
- 末松広行 - 第27代農林水産事務次官、経済産業省産業技術環境局長、農林水産省農村振興局長
- 須之部量三 - 外務事務次官、在大韓民国特命全権大使
- 杉田和博 - 内閣官房副長官兼内閣人事局長、世界政経調査会会長、第5-7代内閣危機管理監、初代内閣情報官、第6代内閣情報調査室長、警察庁警備局長、神奈川県警察本部長
- 武田博之 - 内閣官房内閣審議官兼郵政民営化推進室長兼郵政民営化委員会事務局長、総務省大臣官房長、
- 田口康 - 日本ユネスコ国内委員会事務総長、文部科学省国際統括官、日本原子力研究開発機構副理事長
- 舘逸志 - 国土交通省政策統括官、タイ王国国家経済社会開発庁顧問
- 菱沼義久 - 日本農業機械化協会会長、日本青果物輸出促進協議会会長、中央果実協会副理事長、農林水産省大臣官房技術総括審議官兼農林水産技術会議事務局長
- 福島洋 - 経済産業省大臣官房技術総括・保安審議官
- 村山裕 - 内閣府経済社会総合研究所長、内閣府政策統括官（経済財政分析担当）
- 吉田永 - 東京都水道局長、日本水道協会理事長
- 米山芳春 - 国際協力機構ラオス事務所長
- 和田信貴 - 国土交通省住宅局長、総合政策局長、国土交通審議官、国土交通事務次官

### 経済
- 浅野純次 - 元東洋経済新報社代表取締役会長、元日本雑誌協会理事長
- 稲川貴大 - インターステラテクノロジズ代表取締役、日本初の民間宇宙ロケット発射に成功
- 岡本圀衞 - 元日本生命保険社長
- 奥田健太郎 - 野村ホールディングス取締役兼代表執行役社長グループ最高経営責任者
- 加瀬豊 - 元双日代表取締役会長、加瀬亮の父
- 金子眞吾 - 凸版印刷代表取締役会長、日本印刷産業連合会会長、キッズデザイン協議会副会長
- 川野幸夫 - ヤオコー代表取締役会長、日本スーパーマーケット協会会長
- 川原仁 - クラレ代表取締役社長
- 木村惠司 - 元三菱地所代表取締役会長
- 國部毅 - 元三井住友銀行頭取、三井住友フィナンシャルグループ取締役会長
- 桑原道夫 - 元ダイエー代表取締役社長
- 櫻井孝頴 - 元第一生命保険代表取締役社長、日本経済団体連合会評議員会副議長
- 篠塚勝正 - 元沖電気工業代表取締役会長
- 関誠夫 - 元千代田化工建設代表取締役会長社長、元エンジニアリング振興協会理事長、元日本プロジェクトマネジメント協会会長
- 蓮実一隆 - ソフトバンクサービスコンテンツ本部長、ロボット「Pepper」の開発責任者、元テレビ朝日チーフプロデューサー
- 半沢淳一 - 三菱UFJ銀行取締役頭取執行役員
- 松江英夫 - デロイトトーマツグループ最高戦略責任者
- 村井満 - 元リクルートエージェント代表取締役社長、第5代Jリーグチェアマン

### 法曹
- 梓澤和幸 - 弁護士。元青年法律家協会議長
- 井本臺吉 - 元検事総長

### 研究
- 天野篤 - 医師。順天堂大学特任教授。元教授•順天堂大学医学部附属順天堂医院元院長。明仁上皇の心臓冠動脈バイパス手術を執刀
- 石原守一 - 歴史情報研究者。東京経済大学名誉教授
- 猪瀬浩平 - 文化人類学者。明治学院大学教授
- 上田惇生 - 経営学者。ものつくり大学名誉教授、立命館大学客員教授。ドラッカー学会代表
- 内田和彦 - キリスト教学者。元聖書宣教会議長。前橋キリスト教会牧師
- 岡田純也 - 児童文学研究者、作家。
- 神本武征 - 工学者。東京工業大学名誉教授。元ロンドン大学客員教授。元自動車技術会会長
- 空閑良壽 - 工学者。室蘭工業大学学長
- 九里幾久雄 - 歴史学者。浦和大学名誉教授。新しい歴史教科書をつくる会理事
- 笹間良彦 - 民俗学者、武具研究家
- 柴崎正勝 - 有機化学者。微生物化学研究センター長
- 清水誠 - 教育学者。埼玉大学教授
- 滝村隆一（深谷直人） - 政治学者
- 武井武 - 電気化学者。「フェライトの父（フェライトコア発明者）」。TDKの創始に関わる
- 田中明彦 - 国際政治学者。元東京大学副学長。元JICA（国際協力機構）理事長
- 千田亮吉 - 経済学者。明治大学副学長
- 中里実 - 法学者。東京大学大学院教授
- 沼田哲 - 歴史学者。青山学院大学教授
- 根来龍之 - 経営情報学者。早稲田大学教授。早稲田大学ビジネススクール教授
- 船木由喜彦 - 経済学者。早稲田大学教授
- 藤江昌嗣 - 統計学者、経済学者。明治大学教授
- 古澤明 - 物理学者。東京大学大学院教授
- 前田勉 - 思想史学者。愛知教育大学教授
- 村上淳一 - 法学者。東京大学名誉教授、日本学士院会員
- 村上隆夫 - 倫理学者。群馬大学名誉教授
- 山口宏樹 - 工学者。埼玉大学学長、大学入試センター理事長
- 吉田康彦 - 国際問題評論家。埼玉大学名誉教授

### 教育
- 鈴木貫太郎 - 教育系YouTuber。元早稲田アカデミー数学講師
- 関正生 - TOEIC Listening & Reading Testで990点満点取得のスタディサプリ英語講師

### 芸術・文化
- 大谷羊太郎 - 推理作家、ミュージシャン。小説『殺意の演奏』で、第16回江戸川乱歩賞受賞
- 小川游 - 浦和画家。さいたま市美術家協会会長
- KAGAYA（加賀谷穣） - イラストレーター、映像作家。主にプラネタリウム作品を手がけている
- 加藤克巳 - 歌人。元現代歌人協会理事長
- 金子徳衛 - 浦和画家（金子吉衛（元埼玉県蕨市長）の実弟）
- 川崎昌平 - 作家、詩人、アーティスト。著書中に記した「ネットカフェ難民」で、第24回新語・流行語大賞トップ10受賞
- 川村親光 - 浦和画家。元埼玉県美術家協会会長
- 神吉敬三 - 美術史家。上智大学名誉教授
- 小松崎邦雄 - 浦和画家。元東京芸術大学講師
- 斎藤三郎 - 浦和画家
- 佐藤優 - 作家、評論家。同志社大学客員教授、元外務省大臣官房総務課課長補佐。「外務省のラスプーチン」と呼ばれた
- 澤野久雄 - 作家。元朝日新聞社記者
- 菅順二 - 建築家。竹中工務店常務取締役、元日本建築学会副会長
- 杉田豊 - グラフィックデザイナー。筑波大学名誉教授。絵本「ねずみのごちそう」で、ボローニャ国際児童図書展グラフィック賞受賞
- 高田誠 - 浦和画家。文化功労者、元日展理事長
- 田中保 - 浦和画家。サロン・ドートンヌ会員、サロン・デ・ナショナル会員。
- 富田祐弘 - アニメーション脚本家、ライトノベル小説家、漫画家。代表作『愛天使伝説ウェディングピーチ』
- 内藤五琅 - 浦和画家。日本美術院特待
- 永田二郎 - 浦和画家。黒田清輝や岡田三郎助に師事
- 仁田三夫 - 写真家、考古学者。エジプト学者
- 藤田紘久 - ウェブマスター。写真加工.comを運営
- 増田三男 - 彫金家。1991年、人間国宝（重要無形文化財保持者）に認定
- 松本忠 - 画家。鉄道風景などを描いている
- 本宮ひろ志（中退） - 漫画家。代表作『サラリーマン金太郎』
- 渡辺克也 - オーボエ奏者。ソリスツ・ヨーロピアンズ・ルクセンブルク首席奏者
- 渡辺武夫 - 浦和画家。「シャンパァニュの丘」で、日本芸術院賞受賞

### 芸能
- 愛川欽也（中退） - 俳優、タレント
- 三遊亭彩大 - 落語家
- タケカワユキヒデ - ミュージシャン。バンド「ゴダイゴ」のメインボーカル
- 杜澤泰文 - 俳優

### スポーツ
- 秋葉陽一 - 元プロサッカー選手
- 浅見俊雄 - 元サッカー選手。元サッカー国際審判員。元国立スポーツ科学センター長。元東京大学教養学部教授
- 犬飼基昭 - 元サッカー選手。元浦和レッドダイヤモンズ代表取締役社長。第11代日本サッカー協会会長
- 大橋祐二 - 元陸上競技選手。在籍時、110mハードルの高校記録を樹立
- 小池和博 - 元競輪選手。第30回日本選手権競輪優勝者。在籍時、インターハイ（全国高等学校総合体育大会）自転車競技優勝（個人スプリント種目）
- 坂下辰夫 - 埼玉県ラグビーフットボール協会理事長
- 高木時夫 - 元プロ野球選手
- 高師康 - 元サッカー日本代表。元朝日新聞社記者
- 田中秀 - ラグビー選手
- 西川優大 - 元サッカー選手
- 松井浩亮 - 競泳選手。新潟医療福祉大学職員
- 松本暁司 - 元サッカー日本代表。指導者として浦和市立南高等学校（現さいたま市立浦和南高等学校）を全国制覇に導く
- 宮部保範 - 元スピードスケート日本代表。1992年アルベールビルオリンピックに出場。
- 矢部達三 - 元日本ラグビーフットボール協会副会長
- 村岸航 - 元バスケットボール選手

### マスコミ
- 泉浩司 - NHKアナウンサー（前橋放送局）
- 岩元良介 - NHKアナウンサー（福岡局）
- 小見誠広 - NHKアナウンサー（現在は他部署）
- 轡田隆史 - ジャーナリスト
- 市川哲夫 - テレビプロデューサー（東京放送）
- 栗原望 - NHKアナウンサー（沖縄局）
- 小林孝司 - NHKアナウンサー（札幌局）
- 近藤泰郎 - NHKアナウンサー（京都局）
- 西東大 - NHKアナウンサー（現在は他部署）
- 柴崎行雄 - NHKアナウンサー（福岡局）
- 関口和一 - 日本経済新聞社論説委員、MM総研代表取締役所長
- 寺島淳司 - 元日本テレビ放送網アナウンサー
- 林弘典 - 関西テレビ放送アナウンサー
- 堀尾正明 - フリーアナウンサー（元NHKアナウンサー）
- 山口豊 - テレビ朝日アナウンサー

### その他
- 宇治達郎 - 医師、日本の胃カメラの開発者の一人
- 平柳育郎 - 大日本帝国海軍大尉
- 若田光一 - 宇宙飛行士